# Noreen Gammill
Noreen Ellers Gammill (Missouri, 12 dicembre 1898 – San Diego, 21 dicembre 1988) è stata un'attrice e doppiatrice statunitense.
Inizia la carriera nel mondo dello spettacolo durante la Seconda guerra mondiale, doppiando l'elefante Catty nel film Dumbo del 1941.
Successivamente partecipa ad un episodio della serie "Una signora in gamba", alla serie "Sanford and Son" e al "The Andy Griffith Show".
È mancata all'età di 90 anni, pochi giorni dopo il suo compleanno per le complicazioni di un ictus che l'aveva colpita pochi giorni prima.

## Filmografia

### Attrice
- The Andy Griffith Show (2 episodi, 1962-1963)
- Sanford and Son (1 episodio, 1972)
- Una signora in gamba (1 episodio, 1976)

### Doppiatrice
- Dumbo (1941)